# Elisabeth Förster-Nietzsche
Terezije Alexandra Elizabeth Förster-Nietzsche (10. srpnja 1846. – 8. studenoga 1935.), bila je sestra filozofa Friedrich Nietzschea i tvorca Nietzscheovog arhiva 1894.
Tijekom 1880-ih ona i suprug Bernhard Förster suosnivali su koloniju posvećenu Richardu Wagneru u Paragvaju.
Kroz Förster-Nietzscheova izdanja, Nietzscheovo je ime postalo povezano s njemačkim militarizmom i nacionalsocijalizmom.
Ona je postala kasnije u životu član nacističke stranke u Njemačkoj. Kad je ona umrla 1935. godine, Adolf Hitler je bio prisutan na njenom sprovodu.[nedostaje izvor]